# Karl Kuhlo

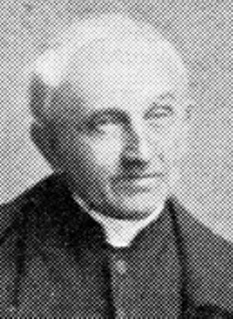
Karl Kuhlo

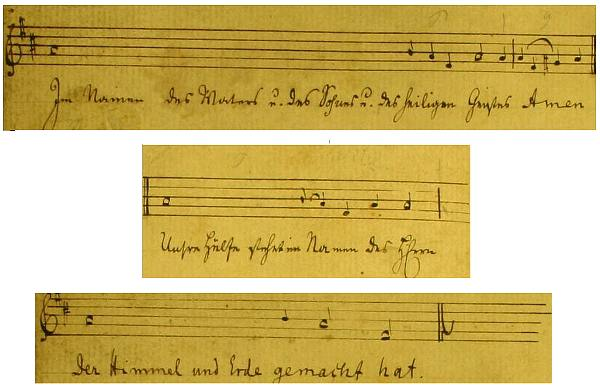
Anfang der von Kuhlo für die Valdorfer Kirche vertonten Gottesdienstordnung (Autograph)

Karl Gustav Arnold Kuhlo (* 2. Oktober 1818 in Gütersloh; † 16. März 1909 in Bielefeld-Bethel) war ein deutscher evangelisch-lutherischer Pfarrer der Minden-Ravensberger Erweckungsbewegung und Kirchenliedkomponist.

## Leben
Karl Kuhlo war ein Sohn des Gütersloher Schulrektors und Kantors Karl Philipp Kuhlo. Wie sein Bruder Eduard und dessen Sohn Johannes Kuhlo wählte er unter dem Einfluss Johann Heinrich Volkenings den Pfarrerberuf.
Er studierte evangelische Theologie in Halle und Berlin und legte 1843 das kirchliche Examen bei der westfälischen Provinzialkirchenleitung in Münster ab. Nach einer Zeit als Hauslehrer in Berlin und Bielefeld wurde er 1851 Pfarrer an der evangelischen Kirche in Valdorf bei Vlotho. Im selben Jahr heiratete er Pauline Waldecker, eine Kaufmannstochter aus Bielefeld.
1868 wurde er als Pfarrer des Elisabeth-Kranken- und Diakonissenhauses nach Berlin berufen. Dort blieb er bis zum Ruhestand 1892.
Während seiner 17-jährigen Amtszeit in Valdorf wirkte er im Sinn der lutherischen Erweckung durch intensive Besuchstätigkeit, durch missionarische Predigt, durch häufige Abendmahlsfeier und durch musikalische Ausgestaltung der Liturgie mit Wechselgesängen und Liedern.
Von seinen Liedmelodien sind lebendig geblieben:
- Brich herein, süßer Schein (Text von Marie Schmalenbach; EG-Regionalteile)
- Ich bin durch die Welt gegangen (Text von Eleonore Fürstin Reuß; Liederbücher der Erweckungsbewegung)